# Karl Santner
Karl Santner (Monaco di Baviera, 1591 circa – 1630?) è stato un pittore tedesco.

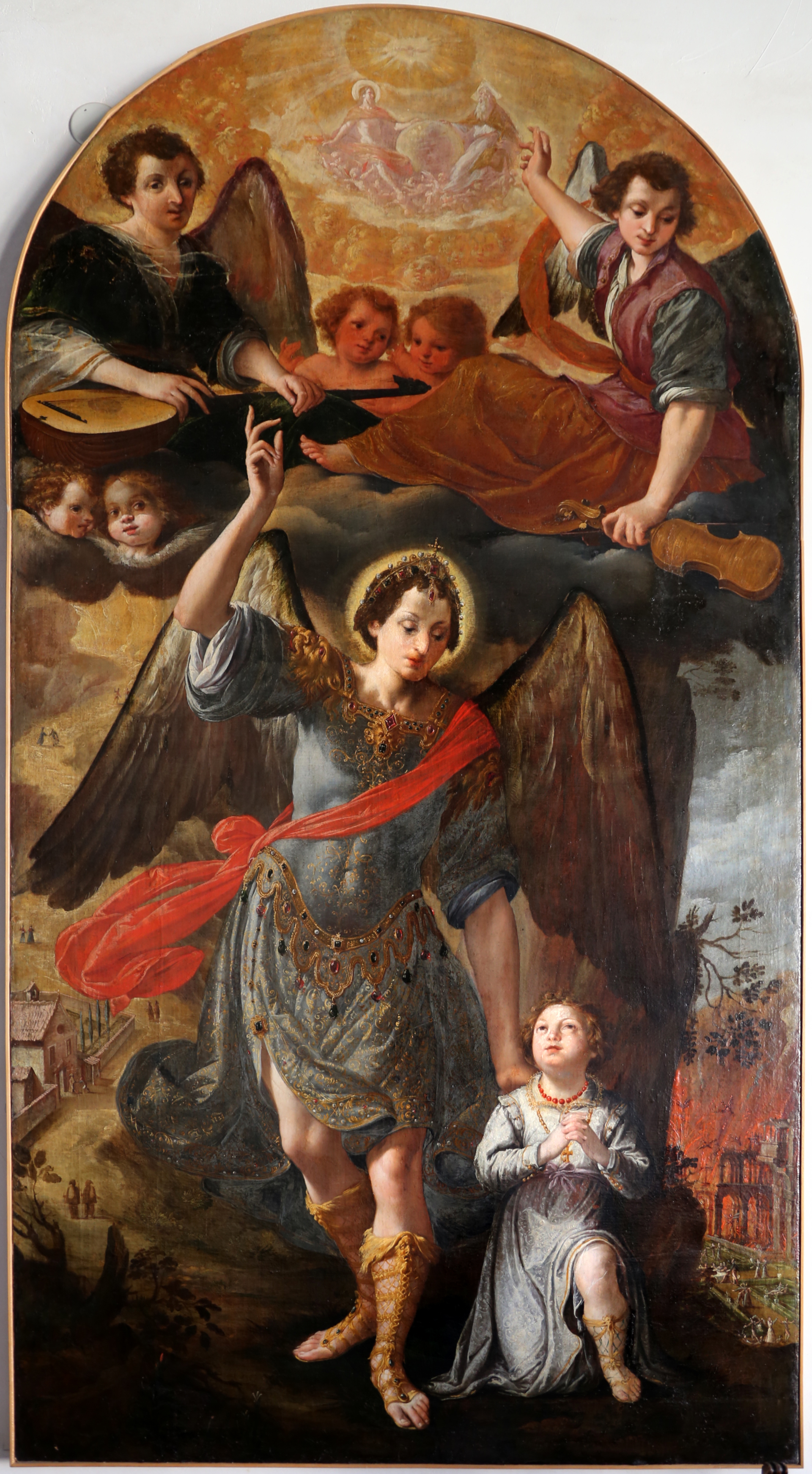
Angelo custode, Museo regionale di Capodistria

Fu attivo alla corte dei Gonzaga di Mantova sotto la reggenza del duca Ferdinando.

## Opere
- Annunciazione, 1620-1625, Palazzo Ducale, Mantova.[2][3]